# Říční údolí

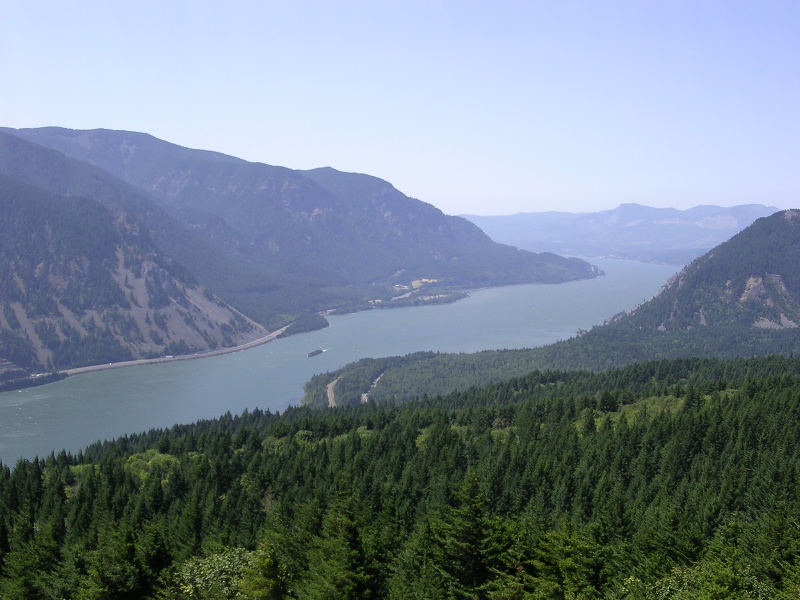
Říční údolí řeky Columbia

Říční údolí je druhem údolí, které vzniká erozivním působením tekoucí vody vedoucí k zahlubování koryta do podloží. Vodní tok vzniká na místě přirozené deprese a sklonu, kde se voda akumuluje a vlivem gravitačního působení se pohybuje z vyšší oblasti do nižší. Během tečení voda působí na své podloží erozivní silou, čímž začíná rozrušovat podloží, uvolněný materiál transportovat a vytvářet si tak říční koryto, které při dlouhodobé aktivitě vede až ke vzniku říčního údolí.
Říční údolí se oproti jiným typům údolí vyznačuje ostrými svahy ve tvaru písmena V, které se sbíhají k vodní hladině. Říční údolí jsou známá z oblastí vysokých hor, kde má voda silnou erozivní schopnost, ale objevují se i na středním toku, či na místech, kde tok musí překonávat překážku (např. vyzvednutí kůry tektonickými pochody).
Soustava říčních údolí vytváří údolní síť.

## Typologie
V současnosti ve světě neexistuje všeobecně uznávaná typologie říčních údolí.
Existuje tak několik klasifikačních systémů říčního údolí.

### Klasifikační systémy říčního údolí podle jednotlivých autorů
- český geograf Vitásek (1958) rozčlenil říční údolí podle tvaru příčného profilu na
  1. soutěsku
  2. kaňon
  3. těsné údolí
  4. úval[3][4]

- Polský geolog Klimaszewski (1978) člení říční údolí podle monografických charakteristik příčného profilu na
  - soutěsku, erozní zářez, kaňon, V-údolí ostré, V-údolí prosté, V-údolí otevřené, údolí plochého dna, údolí plochého dna agradační, údolí úvalovité, údolí se zakleslým dnem, údolí úvalovité s ohraničením a úvalovité údolí charakteristické pro tropické oblasti[3]

- Jedno z nejznámějších členění přinesl Jaromír Demek (1983), když vymezil na základě vztahu mezi lineární erozí vodního toku (hloubkové erozi) a vývojem svahů (boční erozi) tyto typy údolí
  1. soutěska – výrazně převažuje hloubková eroze nad boční. Svahy soutěsky jsou rovnoběžné a šířka soutěsky v horních partiích je přibližně stejná jako v dolních partiích. Na dně soutěsky často bývají obří hrnce, vodopády atd. Velmi hluboké soutěsky bývají nazývány kaňony.
  2. údolí ve tvaru písmene V – vzniká při rovnovážném vývoji hloubkové a boční eroze. Dno tvoří koryto vodního toku a směrem ode dna se údolí rozšiřuje. Podélný profil vodních toků v těchto údolích bývá nevyrovnaný. Údolí přítoků se nestačí zahlubovat stejně rychle jako údolí hlavního toku a mohou tak vzniknout visutá údolí, z nichž voda přepadá do hlavního toku.
  3. neckovité údolí – vzniká při převaze boční eroze nad hloubkovou. Vodní tok meandruje při širokém údolním dně a střídavě podkopává údolní svahy, ty jsou většinou skalnaté. Mezi údolními svahy a dnem je zřetelný lom spádu. V prostoru údolního dna je nezřídka vyvinuta údolní niva.
  4. úvalovité údolí – též úval, je údolí se širokým dnem, kde výrazně převládá boční eroze. Údolí pozvolna přechází do mírných svahů pokrytých sedimenty, bez výraznější paty svahu.[4]